# S Apodis
S Apodis är en eruptiv variabel av RCB-typ (RCB) i stjärnbilden Paradisfågeln.
Stjärnan har magnitud +9,6 och når i förmörkelsefasen ner till +15,2. 